# Lettország címere

Lettország címere

Lettország címere három középkori hercegség, Latgale (kék mezőben aranyszínű felkelő nap), Kurzeme (ezüstszínű mezőn vörös oroszlán) és Vidzeme (vörös mezőn ezüstszínű griffmadár) címerpajzsából áll. Az egykori három hercegséget jelképezi a pajzs feletti három aranyszínű csillag is. A pajzsot egy vörös oroszlán és az ezüstszínű griffmadár tartja, tölgyfaágakon állva.